# W86
W86 — американська ядерна боєголовка, що проникає через землю («розбивач бункерів»), призначена для використання на балістичній ракеті середньої дальності MGM-31C Pershing II. Конструкція W86 була скасована у вересні 1980 року, коли місія ракети Pershing II перейшла від знищення твердих цілей до націлювання на м'які цілі на більшій відстані. Боєголовка W85, яка розроблялася паралельно з W86, використовувалася для всіх серійних ракет Pershing II.
Розробка корпусу пенетратора W86 почалася в 1975 році в Національних лабораторіях Сандіа. Зброя була призначена для руйнування міцних конструкцій і утворення кратерів на злітно-посадкових смугах з використанням меншої потужності.

## Дизайн
Боєголовка була розроблена на основі технологій ядерних артилерійських снарядів Лос-Аламоса.
У дослідженні 2005 року, проведеному Національною дослідницькою радою, яке вивчало низку пропозицій щодо ядерної проникаючої зброї, W86 описується як 170 мм діаметром і вагою 184 кг. Дослідження підрахувало, що такий EPW може пробивати 7,2 м у породу середньої міцності, 18,7 м у низькоміцну породу та 115 м в мул або глину, припускаючи максимальне допустиме уповільнення 10 000 г (98 000 м/с2). Дослідження посилається на секретний звіт Sandia про розробку боєголовки W86.
У дослідженні Національної дослідницької ради вони посилаються на «зброю малої потужності» (W86), яка має потужність менше 5 кілотонн ТНТ (21 ТДж) або менше 10 кілотонн ТНТ (42 ТДж).
Стаття 1979 року в щомісячному журналі Sandia Lab News описує 180 кг тестова одиниця, що проникає на 20,6 м в дно озера Тонопах Тестовий полігон, вдаряючись об землю зі 547 м/с. Розробка передбачала приблизно 20 випробувань пенетратора в різних середовищах.
Зброя була імплозивного типу.

## Галерея
|                                                          |
| Корпус боєголовки W86 до і після випробування на падіння |

| |
| Високошвидкісне зображення пенетратора Pershing II у лівому дулі пістолета, який використовувався для тестування на проникнення. У цей момент швидкість була 1795 футів на секунду |

|                                                                     |
| Випробувальна установка пенетратора Pershing II готова до стрільби. |

## Дивись також
- Ядерна бомба B61
- Першинг II